# Pleasant Hope
Pleasant Hope é uma cidade localizada no estado americano de Missouri, no Condado de Polk.

## Demografia
Segundo o censo americano de 2000, a sua população era de 548 habitantes.
Em 2006, foi estimada uma população de 585, um aumento de 37 (6.8%).

## Geografia
De acordo com o United States Census Bureau tem uma área de
2,2 km², dos quais 2,2 km² cobertos por terra e 0,0 km² cobertos por água.

## Localidades na vizinhança
O diagrama seguinte representa as localidades num raio de 24 km ao redor de Pleasant Hope.